# Călui
Călui – wieś w Rumunii, w okręgu Aluta, w gminie Călui. W 2011 roku liczyła 912 mieszkańców.